# Rakaia media
Rakaia media är en spindeldjursart. Rakaia media ingår i släktet Rakaia och familjen Pettalidae.

## Underarter
Arten delas in i följande underarter:
- R. m. media
- R. m. insula